# Gateway Motorsports Park
Gateway Motorsports Park antigamente chamado de Gateway International Raceway é um autódromo com um formato oval localizado na cidade de Madison, estado de Illinois, log a leste da cidade de St. Louis, no estado do Missouri, nos Estados Unidos.
O autódromo possui 1.25 milhas (2 km) de extensão com inclinações de 11° nas curvas 1 e 2, e de 9º nas curvas 3 e 4.

## História

Corrida da NASCAR em Gateway.

O circuito foi inaugurado em 1967 como um complexo para corridas de arrancada, em 1985 foi construído um circuito misto com 3,5 km de comprimento, entre os anos de 199 e 1996 o misto foi destruído e construído o oval com a configuração atual.

## Eventos

### Eventos atuais
- IndyCar Series
  - Bommarito Automotive Group 500 (2001–2003, 2017–presente)
- NASCAR Gander Outdoors Truck Series
  - CarShield 200 (1998–2010, 2014–presente)
- NHRA Mello Yello Drag Racing Series
  - AAA Insurance NHRA Midwest Nationals (1997–2010, 2012–presente)
- ARCA Racing Series
  - PapaNicholas Coffee 150 (1986, 1997, 2001, 2004–2007, 2018-presente)
- NASCAR K&N Pro Series East & West
  - Monaco Cocktails Gateway Classic 150 (2018-presente)
- Indy Lights
  - Mazda St. Louis Indy Lights Oval Challenge (1997–1998, 2000–2003, 2017–presente)
- NHRA Lucas Oil Drag Racing Series
- NHRA J&A Service Pro Mod Drag Racing Series
- National Hot Rod Diesel Association
- Pro Mazda Championship
  - St. Louis Pro Mazda Oval Challenge (2017–presente)
- Formula Drift (2018–presente)
- Americas Rallycross Championship (2019)